# أنطونيوس فارنيزي
أنطونيوس فارنيزي هو تمثال رخامي روماني يصور أنطونيوس تم نحته بين 130 و 137 م. كان أنطونيوس عشيق الإمبراطور الروماني هادريان. سمي التمثال بذلك الاسم نسبة إلى عائلة فارنيزي التي كانت تمتلكه في وقت من الأوقات.